# Legoland Deutschland
Legoland Deutschland (uradni zapis LEGOLAND Deutschland) je eden izmed sedmih zabaviščnih parkov Legoland, ki se tematsko osredotočajo na igrače Lego, in je v lasti Merlin Entertainments Group. Zabaviščni park so odprli leta 2002 v Günzburgu v zvezni deželi Bavarska na jugu Nemčije. Meri 140 hektarjev, od tega je 70 hektarjev zidane površine. Med najpopularnejše adrenalinske komplekse spadajo Miniland, Feuerdrache in Legoland Templete X-pedition. Legoland Deutschland je eden najbolj obiskanih zabaviščnih parkov v Nemčiji.

## Zgodovina
Legoland Deutschland so otvorili 17. maja leta 2002. Takrat so imeli gostje na razpolago 40 atrakcij, prireditev in delavnic v sedmih tematskih območjih, modeli v zabaviščnem parku pa so bili zgrajeni iz več kot 50 milijonov Legokock. Prvo leto je park obiskalo 1,35 milijona ljudi. Več kot deset let kasneje se je zabaviščni park povečal na devet tematskih območij, več kot 50 atrakcij, število Legokock pa je naraslo na več kot 55 milijonov. Del ponudbe je postala tudi počitniška vas Hotel LEGOLAND, ki obiskovalcem nudi prenočišča. 

## Znamenitosti
Ciljna skupina zabaviščnega parka so družine z otroki med drugim in dvanajstim letom starosti. Obiskovalci imajo od leta 2009 naprej na voljo devet tematskih območij, ki se osredotočajo na igrače Lego.
V Minilandu najdemo manjše različice evropskih mest in pokrajin v razmerju 1:20, med njimi Berlin, Frankfurt ob Majni in Benetke. Za gradnjo modelov so uporabili 25 milijonov Legokock, nekatere figure pa se s pritiskom na gumb premikajo. Lego City prikazuje urbano življenje, kjer je mesto zgrajeno iz Legokock, igrače Lego pa upodabljajo reševalna vozila, avtomobile, letala in ladje. Obiskovalci Dežele faraonov vozijo džipe in se podajo na lov za interaktivnim zakladom, svet Lego Ninjago pa se razprostira na 7.000 kvadratnih metrih in je zgrajen po podobi azijskih samostanov. Na vlakcu Lego Ninjago se obiskovalci bojujejo proti 3D nasprotnikom, v tematskem območju Imagination pa sestavljajo svoje dirkalne avtomobile. V svetu Lego X-treme je veliko vodnih iger, osemnajst metrov visok vlakec smrti in akvarij Legoland Atlantis. Vlak smrti Feuerdrache pelje v Deželo vitezov do velikega gradu. Dežela pustolovcev je zgrajena iz Legokock, ki upodabljajo drevesa, divje in domišljijske živali, v Deželi gusarjev pa obiskovalci plujejo z ladjo. 
Najmanjša figura v zabaviščnem parku Legoland Deutschland je golob, ki je sestavljen iz šestih Legokock, najvišja pa je 7,5 metra visoka žirafa iz 50.000 Legokock.

## Nagrade
Legoland Deutschland je v letih 2011 in 2012 prejel nagrado Parkscout za otroku najbolj prijazen zabaviščni park v Nemčiji, leta 2012 in 2013 pa nagrado Parkscout za najboljši družinski zabaviščni park. Leta 2013 je prejel Tripadvisorjevo nagrado za najboljši zabaviščni park v Nemčiji.